# Károly Jakobey
Károly Jakobey (n. 17 august 1826, Bácskula⁠(d), Regatul Ungariei, Imperiul Austriac – d. 14 iulie 1891, Budapesta, Austro-Ungaria) a fost un pictor maghiar.

## Biografie
A studiat de la vârsta de 13 ani la Academia Maghiară de Pictură din Pesta cu maestrul Jakab Marastoni, iar din 1845 la Academia de Arte Frumoase din Viena și apoi la Școala particulară a lui Ferdinand Georg Waldmüller. S-a mutat în jurul anului 1850 la Pesta, unde a realizat expoziții în mod regulat. Lucrările sale cuprind portrete istorice, portrete realizate la comandă, imagini ale unor animale, peisaje și reprezentări alegorice, picturi de natură moartă, precum și diverse picturi umoristice. Începând din anii 1870 a pictat mai ales altare bisericești și a realizat numeroase picturi murale, care i-au consolidat reputația. A fost unul dintre fondatorii Societății Naționale Maghiare de Arte Plastice și membru al societății din 1861 și până la moartea sa.
Printre picturile semnificative realizate de el sunt de menționat portretele unor personalități istorice și culturale maghiare: honvedul J. Muraközy (1850), scriitorul Ignác Nagy (1854), compozitorul Franz Liszt (1859), contele István Széchenyi (1860) și contele Lajos Károlyi (1864). Peisaj romantic cu pod, Peisaj cu ruine și portretul soției lui (ulterior Lotz Károlyné) sunt păstrate la Galeria Națională Maghiară.

## Familie
A fost căsătorit cu Anna Ónody din 6 mai 1861 până în 1885. A divorțat în 1890.
Au avut trei copii: Ilona, Viktor și Kornélia.

## Galerie

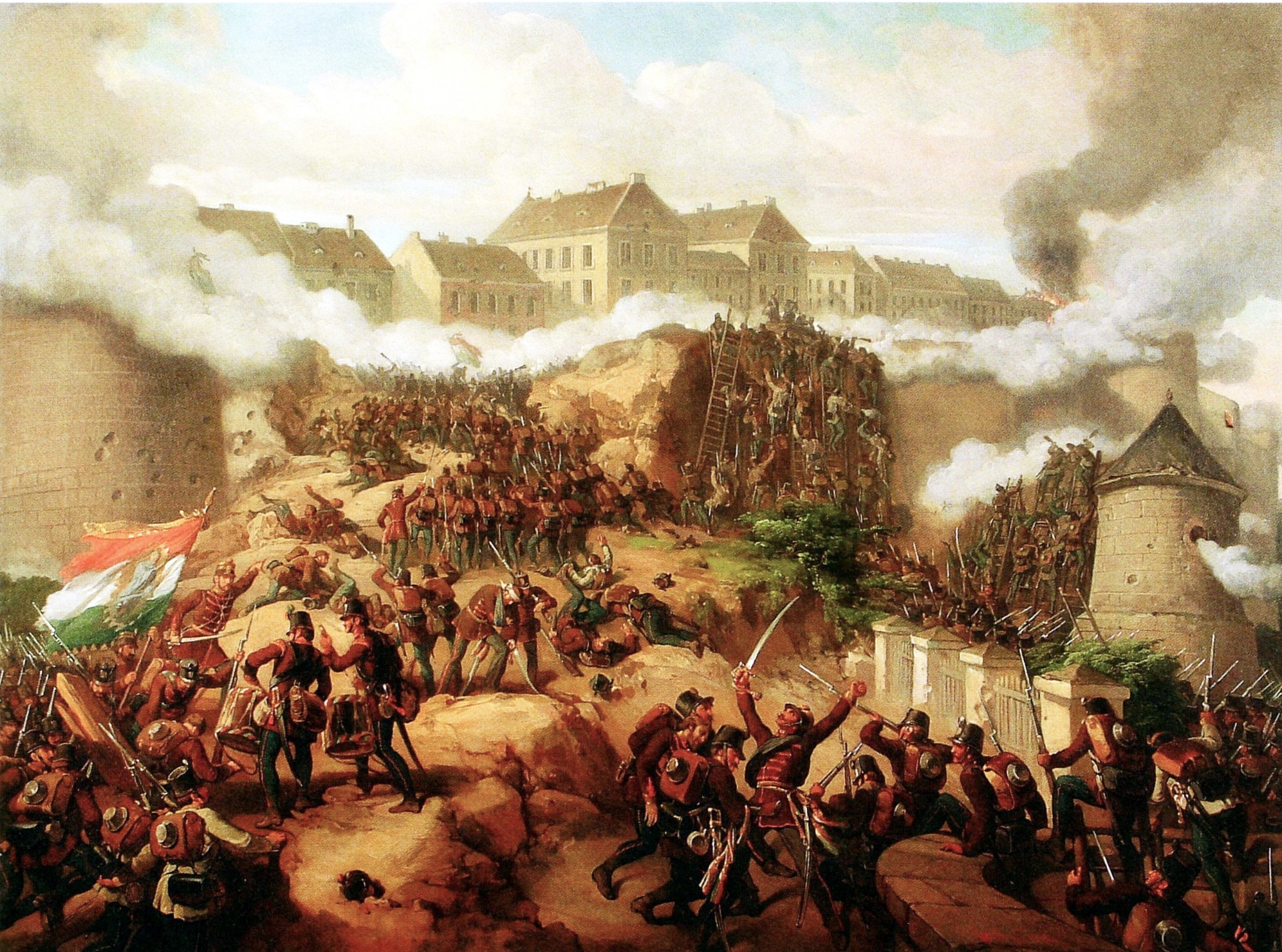
Asediul Budei
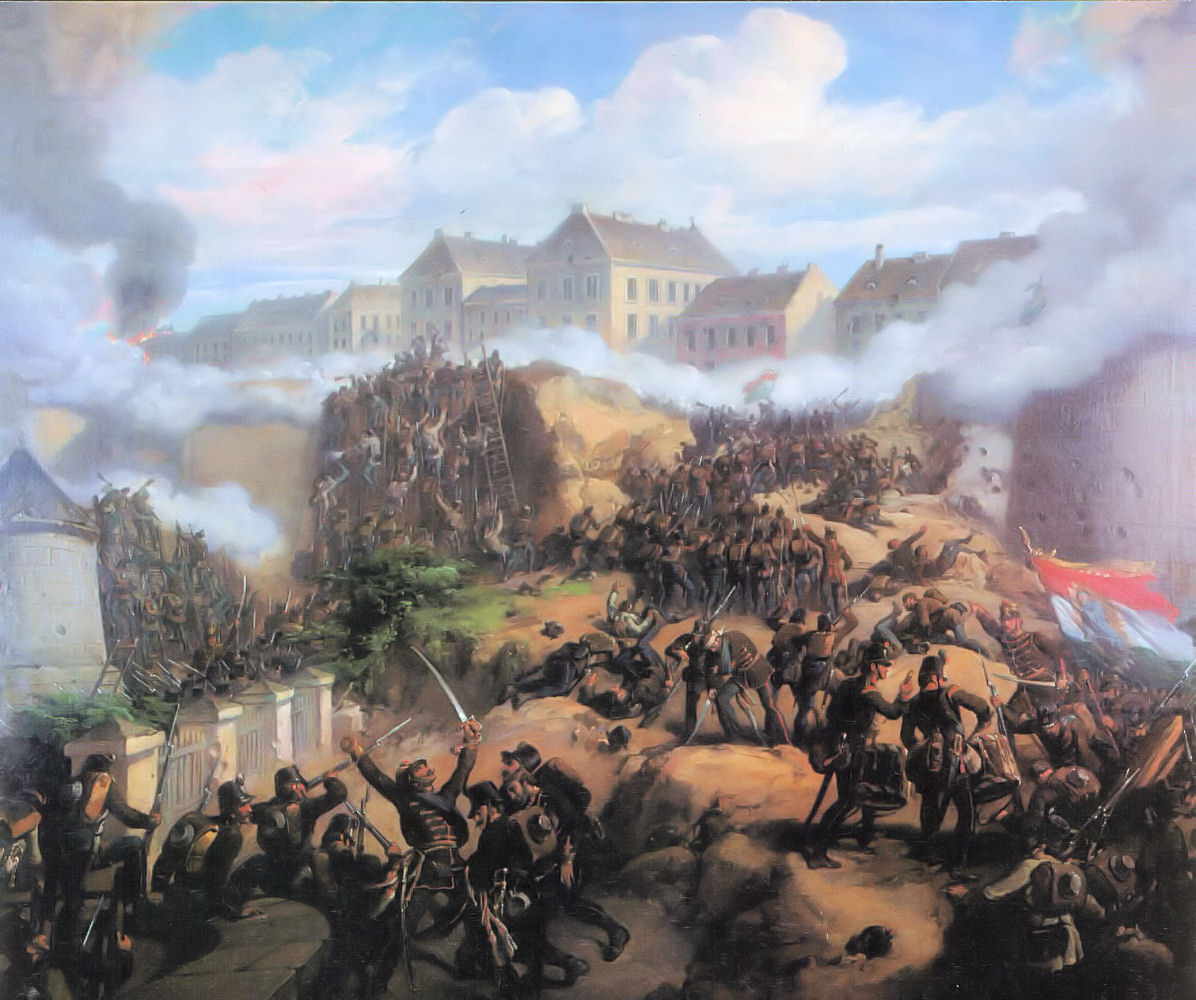
Capturarea Budei
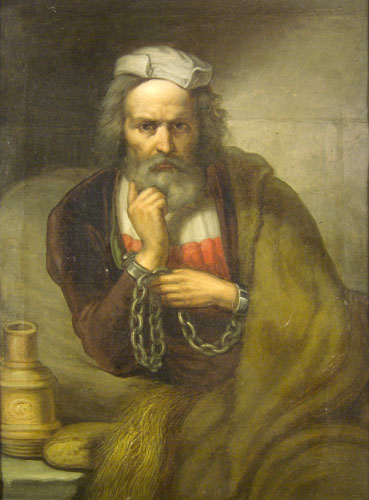
Mihály Táncsics
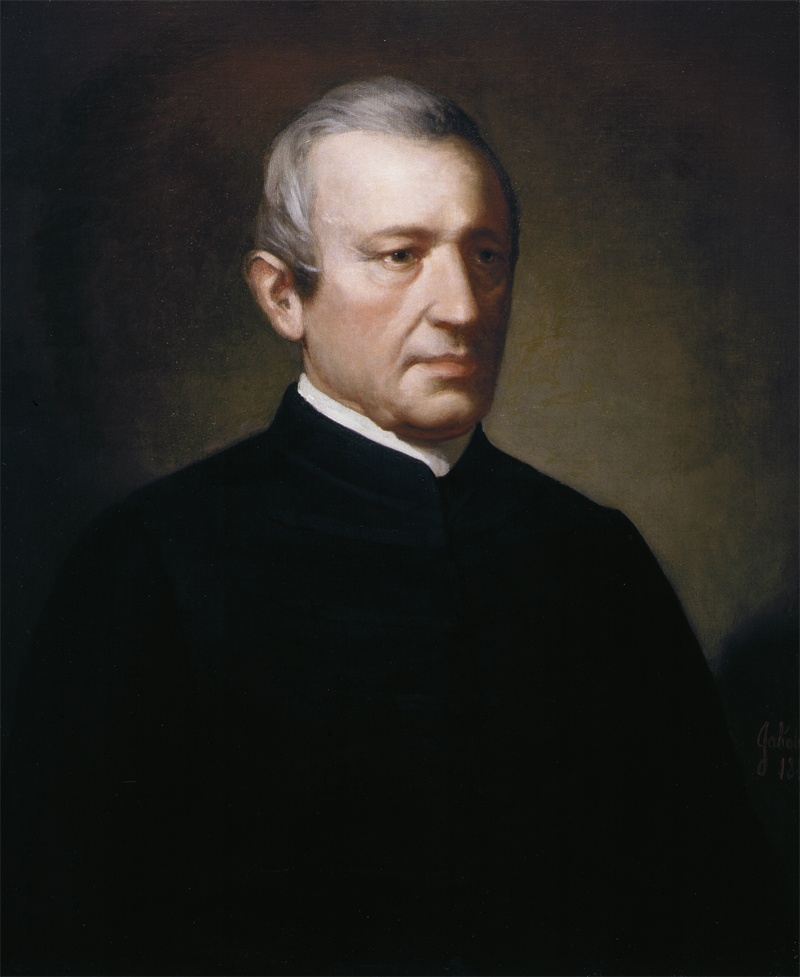
Gergely Czuczor
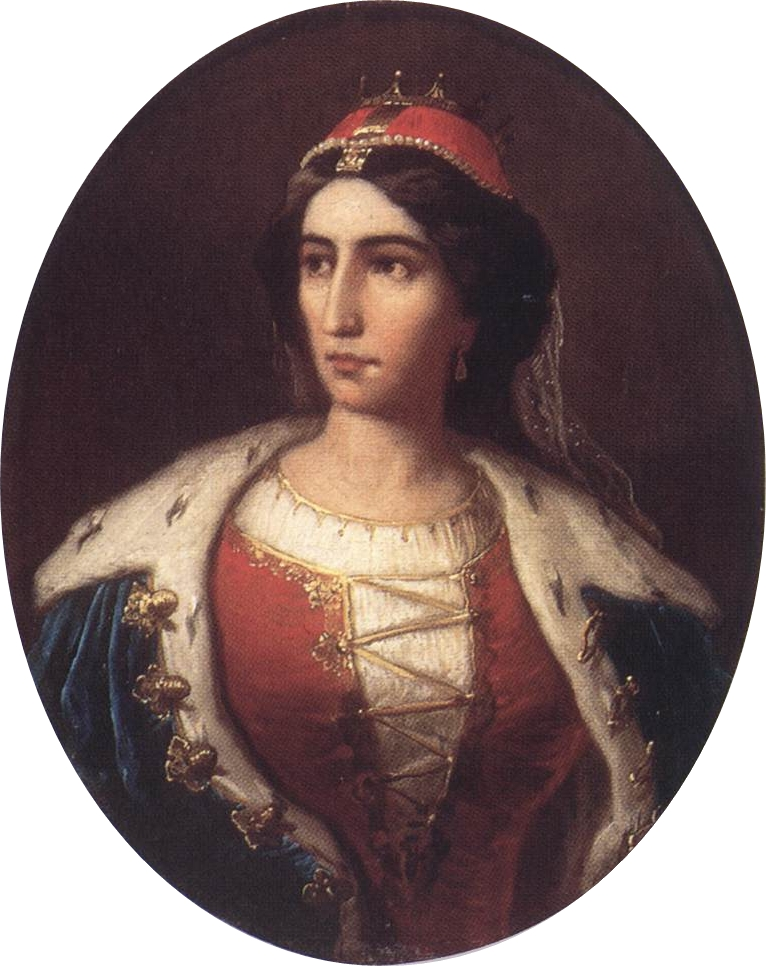
Ilona Zrínyi
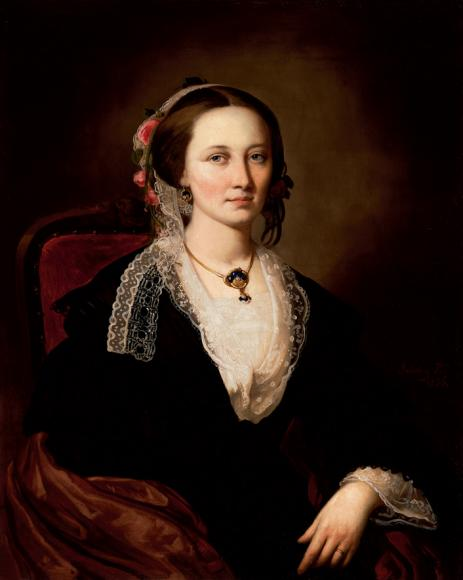
Soția sa, Anna Ónody